# ゴルニ・ヴォスドゥフ駅
ゴルニ・ヴォスドゥフ駅 (ゴルニ・ヴォスドゥフえき、ロシア語:Горный Воздух) は、ロシアクラスノダール地方ソチにあるロシア鉄道北カフカース鉄道支社の駅である。

## 駅構造
単式ホーム1面1線を有する地上駅である。駅舎はなくホームの中央部に屋根があるのみで、切符売り場はない。駅周辺にはビーチなどの観光地が多く存在する。

## 隣の駅
ロシア鉄道北カフカ―ス鉄道支社
トゥアプセ - ヴェショロエ線
ロオ駅 - ゴルニ・ヴォスドゥフレ駅 - ウチ＝デレ駅